# Шаге
Шаге (мар. Шаге) — жертвенный стол в марийской священной роще, «алтарь» марийской традиционной религии.
На него ставится сосуд с мёдом, чаша с жертвенным мясом, хлеб, ковш, в которые кладутся кусочки мяса, отделяемые для богов. В XVIII веке над столом устраивался навес. В современной культовой практике в священных рощах этот жертвенный стол представляют вбитые в землю колья высотой примерно около 1 м, которые служат в качестве ножек стола, на них накладываются поперечные и продольные жерди. Сверху стол покрывается еловыми ветками.